# Medieval metal
Genres dérivés
Musique néo-médiévale
Le Medieval metal est un sous-genre du folk metal qui mélange la musique heavy metal avec la musique médiévale. Le metal médiéval est principalement limité à l'Allemagne où il est connu sous le nom de Mittelalter-Metal,. Le genre a émergé au milieu des années 1990 avec des contributions de Subway to Sally, In Extremo et Schandmaul. Le style se caractérise par l'utilisation prédominante d'une grande variété d'instruments folkloriques traditionnels et médiévaux.

## Style
Le Medieval metal est considéré comme un fusion de styles entre le Heavy metal et la musique médiévale. Les origines de la scène medieval rock se trouvent à la fin de la RDA - musique underground, où elles sont résumées sous le nom Les autres groupes différents groupes u. A. D'autre part, la musique populaire était aussi bien présente à cette époque. Pour la première fois, des cornemuses de marché sont apparues, ce qui a donné naissance à de la musique médiévale dans le style de la cornemuse-rock, interprétée par des groupes tels que Spilwut et Tippelklimper. Ce dernier a également présenté des musiciens qui ont fondé Corvus Corax en 1989. De cette atmosphère de musique médiévale, alternative et populaire, le rock médiéval s'est développé dans les années 1990, initialement principalement en Allemagne de l'Est. L'émergence des marchés médiévaux, qui ont servi de lieu de rencontre et de lieu pour la scène en développement, semble avoir joué un rôle important à cet égard. Cependant, la musique de cette époque ne peut être attribuée au medieval rock que dans une mesure limitée.
Le genre a ses origines principalement en Allemagne de l'Est et est resté essentiellement un phénomène allemand à ce jour. Contrairement au Pagan metal, le folklore germanique est rarement réalisé dans le medieval rock et medieval metal. Une exception est les Merseburg Spells, qui ont été mis en musique par Ougenweide et plus tard In Extremo. Les paroles de medieval metal sont principalement en haut allemand moderne, rarement écrites dans une langue ancienne. Comme pour la musique de scène médiévale, les instruments, les compositions, les paroles et le chant ne sont pas des revendications ou des références à la musique historique authentique du Moyen Âge, mais sont essentiellement dérivés des idées du médiévalisme des temps postérieurs à l'ère moderne, par exemple, le utilisation typique des instruments à vent dans le medieval metal, un style de jeu qui n'a commencé à se développer qu'à la Renaissance.